# Nakayama (Yamagata)
Nakayama (中山町?) è una cittadina giapponese della prefettura di Yamagata.